# Teenagerlove

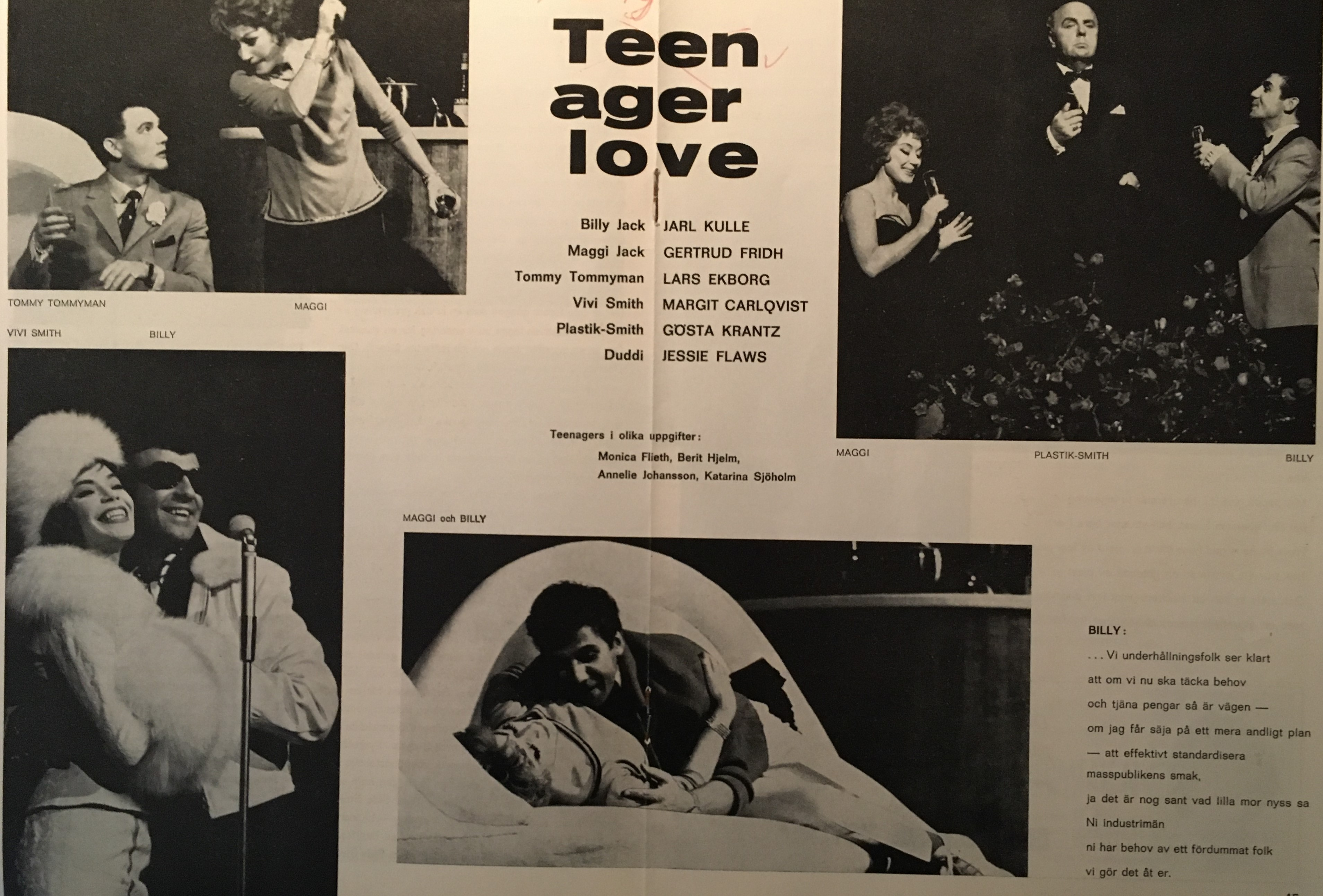
Ur Oscarsteaterns programblad för Teenagerlove, 1963

Teenagerlove är en dansk musikal från 1962, skapad av Ernst Bruun Olsen och Finn Savery och med sångaren Billy Jack i huvudrollen. Henning Moritzen och Bodil Kjer spelade huvudrollerna när den uruppfördes på Det Kongelige Teater i Köpenhamn. I övriga roller sågs Lise Ringheim, Holger Juul Hansen, Pouel Kern, Gerda Schmidt, Alice Martens, Yvonne Ingdal, Lisbeth Albeck, Hanne Tvestmann och Helle Rasmussen.
Teenagerlove hade svensk premiär på Oscars 21 september 1963 i regi av författaren Ernst Bruun Olsen. Den svenska texten skrevs av Lars Forssell. I rollerna syntes bland andra Gertrud Fridh, Lars Ekborg, Jarl Kulle, Jessie Flaws, Margit Carlqvist och Gösta Krantz. Musikalen gavs i 84 föreställningar.